# امیر مکرم
سردار محمدخان لاریجانی (۱۲۲۱–۱۳۲۶ در آمل) معروف به امیر مکرم از امیران لشکر ناصرالدین‌شاه قاجار و از حاکمان منطقهٔ لاریجان بود. وی در دوران انقلاب مشروطه مرزبان دشت‌های مازندران و گرگان بود و به عنوان سرلشکر جنگ ترکمن‌صحرا حضور داشت. او نوهٔ عباسقلی‌خان لاریجانی بود. آرامگاه او در امامزاده ابراهیم آمل قرار دارد.
سال ها بعد٫نوادگان امیرمکرم٫ نام خانوادگی امیر مختاری را برای خود برگزیدند. 
پسر او عظیم الملک نام داشت که خان آمل بود و با نشستن رضاخان بر تخت پادشاهی٫ بومیان آن محل که از دستور رضاشاه که به وجود نداشتن خان و ارباب دلالت داشت پیروی میکردند٫ به خانه عظیم الملک حجوم آوردند و او را با یک ضرب گلوله در قلبش کشتند. 